# Награды Ростовской области
Награды Ростовской области — награды субъекта Российской Федерации учреждённые Администрацией Ростовской области, согласно Закону Ростовской области от 1 августа 2011 года № 639-ЗС «О наградах Ростовской области».
Награды предназначены для поощрения работников учреждений, организаций и предприятий Ростовской области, военнослужащих, сотрудников силовых ведомств, а также иных граждан Российской Федерации и граждан иностранных государств, за заслуги перед Ростовской областью.

## Перечень наград

### Высшая награда
| Изображение награды | Наименование награды                                                                              | Дата учреждения     | Правила награждения | Источник                                            |
| ------------------- | ------------------------------------------------------------------------------------------------- | ------------------- | --- | --------------------------------------------------- |
|                     | Знак «Почётный гражданин Ростовской области» −−− (Звание «Почётный гражданин Ростовской области») | 1 августа 2011 года | Звание «Почётный гражданин Ростовской области» является высшей формой общественного признания особых заслуг перед Ростовской областью и её жителями. Звание «Почётный гражданин Ростовской области» может быть присвоено гражданам за: - особые общепризнанные заслуги в области экономики, науки, культуры, искусства, спорта, развития духовности и нравственности и иные заслуги во благо Ростовской области; - выдающиеся открытия, соответствующие уровню передовых достижений в мире и способствующие социально-экономическому развитию Ростовской области; - героический подвиг, совершенный во имя Ростовской области и её жителей. Основанием для присвоения звания «Почётный гражданин Ростовской области» являются широкая известность и общепризнанный авторитет у жителей Ростовской области благодаря длительной общественной, культурной, научной, политической, хозяйственной деятельности с выдающимися результатами для Российской Федерации и Ростовской области. | Положение на сайте Правительства Ростовской области |

### Ордена
| Изображение награды | Наименование награды                         | Дата учреждения     | Правила награждения | Источник                                            |
| ------------------- | -------------------------------------------- | ------------------- | --- | --------------------------------------------------- |
|                     | Орден «За заслуги перед Ростовской областью» | 1 августа 2011 года | Орденом «За заслуги перед Ростовской областью» награждаются граждане за исключительные заслуги, связанные с социально-экономическим развитием Ростовской области, научно-исследовательской, общественной и благотворительной деятельностью, развитием культуры и искусства, высокими спортивными достижениями, способствующие процветанию Ростовской области и её населения. Награждение орденом «За заслуги перед Ростовской областью» производится при наличии у лица, представляемого к ордену, медали ордена «За заслуги перед Ростовской областью» либо государственных наград Российской Федерации и (или) СССР. | Положение на сайте Правительства Ростовской области |
|                     | Орден Атамана Платова                        | 1 августа 2011 года | Орденом Атамана Платова награждаются граждане Российской Федерации за проявленные мужество, верность и доблесть при исполнении воинского, служебного или гражданского долга, охране правопорядка, ликвидации стихийных бедствий и чрезвычайных ситуаций, за высокие достижения в деятельности, способствующей возрождению и сохранению исторических, культурных, духовных традиций, а также иной деятельности, способствующей развитию Ростовской области. | Положение на сайте Правительства Ростовской области |

### Медали
| Изображение награды | Наименование награды                                 | Дата учреждения     | Правила награждения | Источник                                            |
| ------------------- | ---------------------------------------------------- | ------------------- | --- | --------------------------------------------------- |
|                     | Медаль ордена «За заслуги перед Ростовской областью» | 1 августа 2011 года | Медалью ордена «За заслуги перед Ростовской областью» награждаются граждане за: - большой вклад и высокие достижения в производственно-экономической, социально-культурной, общественной, благотворительной деятельности и иной деятельности, направленной на развитие Ростовской области; - особые заслуги в осуществлении государственного строительства, местного самоуправления, законотворческой деятельности. Медалью ордена «За заслуги перед Ростовской областью» награждаются граждане, имеющие стаж работы не менее 10 лет, и при наличии у представленного к награде лица поощрений Губернатора Ростовской области или органов местного самоуправления. | Положение на сайте Правительства Ростовской области |
|                     | Медаль «За доблестный труд на благо Донского края»   | 1 августа 2011 года | Медалью «За доблестный труд на благо Донского края» награждаются граждане за: - высокие достижения в производственной, социальной, культурной, государственной, общественной деятельности и иные заслуги перед Ростовской областью; - высокие показатели в экономической деятельности, направленной на достижение благополучия населения Ростовской области; - заслуги в воспитании подрастающего поколения, подготовке высококвалифицированных кадров; - осуществление конкретных и полезных дел, позволивших существенным образом улучшить условия жизни населения Ростовской области. Медалью «За доблестный труд на благо Донского края» награждаются граждане, имеющие стаж работы не менее 10 лет в организациях, расположенных на территории Ростовской области. | Положение на сайте Правительства Ростовской области |

### Нагрудные знаки к званиям
| Изображение награды | Наименование награды | Дата учреждения                                  | Правила награждения | Источник |
| ------------------- | --- | ------------------------------------------------ | --- | --- |
|                     | Нагрудный знак «Ветеран труда Ростовской области» −−− (Звание «Ветеран труда Ростовской области»)                                         | 20 сентября 2007 года                            | Звание «Ветеран труда Ростовской области» присваивается лицам, имеющим трудовой стаж не менее 45 лет для мужчин и 40 лет для женщин, при условии осуществления ими трудовой деятельности на территории Ростовской области в течение не менее 30 лет для мужчин и 25 лет для женщин. В трудовой стаж, необходимый для присвоения звания «Ветеран труда Ростовской области», включаются периоды работы и (или) иной деятельности, которые включаются (засчитываются) в страховой стаж для установления трудовых пенсий в соответствии с Федеральным законом от 17 декабря 2001 года № 173-ФЗ «О трудовых пенсиях в Российской Федерации». | Областной закон от 20 сентября 2007 года № 763-ЗС «О ветеранах труда Ростовской области»                                                                    |
|                     | Нагрудный знак «Лучший дорожник Дона» −−− (Звание «Лучший дорожник Дона»)                                                                 | 5 апреля 2012 года (присваивается с 2002 года)   | Звание «Лучший дорожник Дона» учреждено постановлением Правительства Ростовской области для поощрения наиболее отличившихся работников дорожной отрасли Ростовской области и присваивается работникам дорожно-строительных, проектно-изыскательских и научных организаций, учебных заведений, индивидуальных предпринимателей, зарегистрированных и осуществляющих деятельность на территории Ростовской области, внесшим значительный вклад в повышение эффективности строительства, реконструкции, ремонта и содержания автомобильных дорог, проектно-изыскательских работ и активно содействующим развитию дорожной отрасли, имеющим стаж работы в дорожной отрасли не менее 10 лет. | Постановление Правительства Ростовской области от 5 апреля 2012 года № 260 "Об учреждении званий «Лучший дорожник Дона» и «Лучший работник транспорта Дона» |
|                     | Нагрудный знак «Лучший инженер Дона» −−− (Звание «Лучший инженер Дона»)                                                                   | 10 ноября 2011 года                              | Звание «Лучший инженер Дона» учреждено в целях поощрения лучших инженеров Ростовской области, внесших значительный вклад в социально-экономическое развитие области. Звание присваивается высококвалифицированным специалистам, имеющим высшее техническое образование, занятым инженерной деятельностью на предприятиях, в учреждениях, независимо от их организационно-правовой формы, добившимся существенных профессиональных результатов в повышении производительности труда, внедрении в производство новейших достижений науки и техники, внедрении изобретений и рационализаторских предложений. | Постановление Правительства Ростовской области от 10.11.2011 № 123 "Об учреждении звания «Лучший инженер Дона»                                              |
|                     | Нагрудный знак «Лучший муниципальный служащий в Ростовской области» −−− (Звание «Лучший муниципальный служащий в Ростовской области»)     | 23 декабря 2011 года                             | Звание «Лучший муниципальный служащий в Ростовской области» присваивается на конкурсной основе. Конкурс проводится в соответствии с постановлением Правительства Ростовской области от 23.12.2011 № 295 и в рамках реализации Областной долгосрочной целевой программы «Развитие государственной гражданской службы Ростовской области и муниципальной службы в Ростовской области (2011—2014 годы)». Цель конкурса — повышение престижа муниципальной службы, распространение положительного опыта муниципального управления, выявление и поощрение лучших муниципальных служащих. К участию в конкурсе приглашаются все желающие муниципальные служащие муниципальных образований Ростовской области, имеющие стаж муниципальной службы не менее двух лет. Конкурс проводится ежегодно по трем номинациям: - «Лучший муниципальный служащий городского округа»; - «Лучший муниципальный служащий муниципального района»; - «Лучший муниципальный служащий поселения». | Постановление Правительства Ростовской области от 23 декабря 2011 года № 295 "О конкурсе на звание «Лучший муниципальный служащий в Ростовской области»     |
|                     | Нагрудный знак «Лучший работник агропромышленного комплекса Дона» −−− (Звание «Лучший работник агропромышленного комплекса Дона»)         | 4 мая 2012 года                                  | Звание «Лучший работник агропромышленного комплекса Дона» присваивается высококвалифицированным работникам предприятий и организаций агропромышленного комплекса независимо от организационно-правовой формы и формы собственности, гражданам, ведущим личное подсобное хозяйство, членам крестьянских (фермерских) хозяйств, индивидуальным предпринимателям за: - значительный вклад в повышение эффективности производства основных видов продукции растениеводства и животноводства, продуктивности полей, ферм, развитие крестьянских (фермерских) и личных подсобных хозяйств, развитие пищевой и перерабатывающей промышленности, увеличение объёмов производства, улучшение качества и расширение ассортимента выпускаемой продукции, укрепление финансово-экономического положения предприятия, высокие личные производственные показатели; - разработку и внедрение современных научных и селекционных достижений, новой техники и технологического оборудования, методов организации труда, улучшающих качество выпускаемой продукции. | Постановление Правительства Ростовской области от 4 мая 2012 года № 334 "Об учреждении звания «Лучший работник агропромышленного комплекса Дона»            |
|                     | Нагрудный знак «Лучший работник жилищно-коммунального хозяйства Дона» −−− (Звание «Лучший работник жилищно-коммунального хозяйства Дона») | 29 декабря 2012 года (присваивается с 2010 года) | Звание «Лучший работник жилищно-коммунального хозяйства Дона» присваивается высококвалифицированным рабочим, специалистам и руководителям организаций жилищно-коммунального хозяйства Ростовской области независимо от организационно-правовой формы и формы собственности, научных, проектных организаций отрасли, а также другим лицам, внесшим значительный вклад в социально-экономическое развитие Ростовской области в сфере жилищно-коммунального хозяйства: - за многолетний плодотворный труд и заслуги в области жилищно-коммунального хозяйства; - за разработку, освоение производства, внедрение современной техники и новейших технологий, форм, методов организации труда, дающих значительный эффект, улучшающих качество жилищно-коммунальных услуг; - за обеспечение надежной безопасной эксплуатации объектов и оборудования в организациях жилищно-коммунального хозяйства; - за заслуги в области подготовки кадров специалистов и квалифицированных рабочих для жилищно-коммунального хозяйства; - за высокий профессионализм, самоотверженность, проявленные при действиях в чрезвычайных ситуациях на объектах жилищно-коммунального хозяйства. Звание присваивается наиболее отличившимся работникам отрасли, имеющим стаж работы в сфере жилищно-коммунального хозяйства не менее 10 лет. | Постановление Правительства Ростовской области от 29 декабря 2012 года № 1161 "Об учреждении звания «Лучший работник жилищно-коммунального хозяйства Дона»  |
|                     | Нагрудный знак «Лучший работник образования Дона» −−− (Звание «Лучший работник образования Дона»)                                         | 6 декабря 2012 года                              | Звание «Лучший работник образования Дона» установлено в целях поощрения многолетней плодотворной профессиональной и общественной деятельности работников сферы образования, давшей значимые результаты для социального развития Ростовской области и присваивается работникам учреждений сферы образования, расположенных на территории Ростовской области, органов государственной власти и органов местного самоуправления, осуществляющих управление в сфере образования, за заслуги в развитии образовательного комплекса Ростовской области, и проработавшим в сфере образования Ростовской области не менее 10 лет. Право выдвижения работников на присвоение звания предоставляется трудовым коллективам по месту основной работы кандидатов. Кандидатура лица, представляемого к присвоению звания, обсуждается и утверждается органом общественного самоуправления учреждения, органа государственной власти или органа местного самоуправления. | Постановление Правительства Ростовской области от 6 декабря 2012 года № 1051 "Об учреждении звания «Лучший работник образования Дона»                       |
|                     | Нагрудный знак «Лучший работник промышленного комплекса Дона» −−− (Звание «Лучший работник промышленного комплекса Дона»)                 | 23 мая 2012 года (присваивается с 2010 года)     | Звание «Лучший работник промышленного комплекса Дона» присваивается высококвалифицированным работникам предприятий промышленного комплекса Ростовской области (за исключением малых предприятий), относящихся к видам экономической деятельности «обрабатывающие производства», кроме вида деятельности «производство пищевых продуктов, включая напитки, и табака». Звание присваивается за: - значительный вклад в повышение эффективности производства, улучшение качества и расширение ассортимента выпускаемой продукции, укрепление финансово-экономического положения предприятия, высокие производственные показатели; - разработку и внедрение современных достижений, новой техники и технологий, повлекших решение экономических и социальных задач в промышленной сфере, развитие производства, повышение объёмов производства, выпуск новых видов конкурентоспособной продукции. | Постановление Правительства Ростовской области от 23 мая 2012 года № 440 "Об учреждении звания «Лучший работник промышленного комплекса Дона»               |
|                     | Нагрудный знак «Лучший работник торговли Дона» −−− (Звание «Лучший работник торговли Дона»)                                               | 29 марта 2012 года                               | Звание «Лучший работник торговли Дона» учреждено для повышения престижности профессии и поощрения работников торговли, наиболее отличившихся и внесших значительный вклад в развитие отрасли. Звание присваивается работникам, имеющим стаж работы в сфере торговли не менее 10 лет, за достижение высоких результатов в труде, внесшим большой личный вклад в развитие сферы торговли, развитие торговой сети, совершенствование форм и методов торговли, подготовку кадров отрасли, работающих в организациях и у индивидуальных предпринимателей, зарегистрированных и осуществляющих деятельность на территории Ростовской области. Присвоение звания работникам организаций и индивидуальных предпринимателей осуществляется при условии выплаты денежного вознаграждения за счёт средств этих организаций и индивидуальных предпринимателей. | Постановление Правительства Ростовской области от 29 марта 2012 года № 234 "Об учреждении звания «Лучший работник торговли Дона»                            |
|                     | Нагрудный знак «Лучший работник транспорта Дона» −−− (Звание «Лучший работник транспорта Дона»)                                           | 5 апреля 2012 года                               | Звание «Лучший работник транспорта Дона» учреждено постановлением Правительства Ростовской области для поощрения наиболее отличившихся работников транспортной отрасли Ростовской области и присваивается работникам предприятий автомобильного, городского пассажирского, авиационного, водного, железнодорожного транспорта, проектно-изыскательских и научных организаций, учебных заведений, индивидуальных предпринимателей, зарегистрированных и осуществляющих деятельность на территории Ростовской области, внесшим значительный вклад в обеспечение стабильного функционирования транспортного комплекса и активно содействующим развитию транспортной отрасли, имеющим стаж работы в транспортной отрасли не менее 10 лет. | Постановление Правительства Ростовской области от 5 апреля 2012 года № 260 "Об учреждении званий «Лучший дорожник Дона» и «Лучший работник транспорта Дона» |
|                     | Нагрудный знак «Лучший строитель Дона» −−− (Звание «Лучший строитель Дона»)                                                               | 13 апреля 2012 года                              | Звание «Лучший строитель Дона» присваивается высококвалифицированным специалистам: строителям, работникам промышленности строительных материалов и строительной индустрии, активно работающим в области строительства и промышленности строительных материалов, внесшим значительный вклад в решение экономических и социальных задач в сфере строительства, повышение объёмов производства, выпуск новых видов доброкачественной конкурентоспособной продукции. Звание «Лучший строитель Дона» присваивается наиболее отличившимся работникам строительного комплекса, имеющим стаж работы в строительной отрасли не менее 15 лет. При равных прочих условиях предпочтение отдаётся работникам, имеющим больший стаж работы, документы, удостоверяющие авторское право на рационализаторские предложения и изобретения, не имеющим нарушений трудовой дисциплины и правил техники безопасности. | Постановление Правительства Ростовской области от 13 апреля 2012 года № 282 "Об учреждении звания «Лучший строитель Дона»                                   |

### Юбилейные награды
| Изображение награды | Наименование награды                      | Дата учреждения      | Правила награждения | Источник |
| ------------------- | ----------------------------------------- | -------------------- | --- | --- |
|                     | Памятный знак «75 лет Ростовской области» | 22 февраля 2012 года | Памятным знаком «75 лет Ростовской области» награждаются граждане, обеспечившие своим трудом, государственной, общественно-политической, научной, образовательной, культурной и иной деятельностью социально-экономическое развитие Ростовской области. При награждении учитываются: - высокие достижения в труде и общественной работе в Ростовской области; - срок стажа работы в государственных органах власти, органах местного самоуправления и организациях Ростовской области не менее 10 лет. | Постановление Правительства Ростовской области от 22 февраля 2012 г. № 118 "Об учреждении памятного знака «75 лет Ростовской области» |

### Знаки Губернатора
| Изображение награды | Наименование награды             | Дата учреждения       | Правила награждения | Источник |
| ------------------- | -------------------------------- | --------------------- | --- | --- |
|                     | Знак «За ратную службу»          | 15 сентября 2011 года | Знаком Губернатора Ростовской области «За ратную службу» награждаются сотрудники органов внутренних дел, налоговых органов, федеральной службы безопасности, органов, в полномочия которых входит решение вопросов по защите населения и территорий от чрезвычайных ситуаций, таможенных и иных государственных органов, военнослужащие, ветераны военной службы, лётный состав гражданской авиации и авиационной промышленности за проявленное мужество и героизм при исполнении воинского, служебного, гражданского долга, защите конституционных прав граждан, высокие показатели в служебной деятельности, а также иные лица, за оказание безвозмездной помощи, шефство и спонсорство воинским частям. | Указ Губернатора Ростовской области от 15 сентября 2011 № 1 "Об учреждении знаков Губернатора Ростовской области «За ратную службу», «Во благо семьи и общества»    |
|                     | Знак «Во благо семьи и общества» | 15 сентября 2011 года | Знаком Губернатора Ростовской области «Во благо семьи и общества» награждаются супруги, прожившие в браке 25, 50, 60 и более лет, за развитие и сохранение духовных, семейных традиций, достойное воспитание детей в духе гуманизма, патриотизма, высокой нравственности, укрепления основ общества. Семья должна пользоваться авторитетом и уважением в обществе, служить примером для окружающих. Ежегодно награждается не более 100 супружеских пар. Супружеской паре, награждённой знаком, в торжественной обстановке на мероприятиях, посвященных Международному дню семьи (15 мая) и Дню семьи, любви и верности (8 июля) вручается знак и диплом к нему.                                            | Указ Губернатора Ростовской области от 15 сентября 2011 г. № 1 "Об учреждении знаков Губернатора Ростовской области «За ратную службу», «Во благо семьи и общества» |